# Dmytro Salamatin

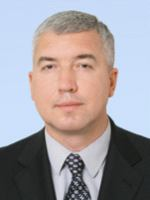
Dmytro Salamatin, 2007

Dmytro Albertowytsch Salamatin (ukrainisch Дмитро Альбертович Саламатін, * 26. April 1965 in Karaganda, Kasachische SSR) ist ein ukrainischer Politiker und war 2012 Verteidigungsminister der Ukraine.
Salamatin war vom 8. Februar 2012 bis zum 24. Dezember 2012 Verteidigungsminister der Ukraine und vom 17. Februar 2012 bis zum 24. Dezember 2012 Mitglied des Nationalen Sicherheits- und Verteidigungsrates der Ukraine.
Zudem war er Abgeordneter der Werchowna Rada, stellvertretender Leiter des Komitees für Wissenschaft- und Bildungsangelegenheiten, Mitglied des Komitees für den Haushaltsplan (Juli 2006). Hauptgeschäftsführer der staatlichen Gesellschaft für Export und Import der Produktion und Dienstleistungen im Militärsektor. Hauptgeschäftsführer des staatlichen Konzerns „Ukroboronprom“ (2010–2012).

## Biografie

### Ausbildung
Studium an der Fakultät für Bergbau an der polytechnischen Hochschule in Karaganda / Fachzweig „Technologie und komplexe Mechanisierung des untertägigen Abbaues von nutzbaren Mineralien“ (1989).
Weiterbildung an der Moskauer Hochschule für Bergbau / Fachzweig „Wirtschaftsingenieurwesen“ (1991).

### Berufliche Laufbahn
- 1983 – 1985 Militärdienst
- 1985 – Bergmann im Kusembayev Schachtbergbau
- 1989 – 1991 Bergmeister / Abbau
- 1991 – 1993 Consultant/Fachberater Gemeinsames Unternehmen „SITEK“ (Moskau)
- 1993 – 1994 Kaufmännischer Direktor „Russkoe Toplivo“ AG (Moskau)
- 1995 – 1996 Vorgesetzter Experte „ROL“ AG (Moskau)
- 1996 – 1997 Hauptconsultant „Milder International Ltd“ (Moskau)
- 1998 – Berater des Präsidenten des Internationalen Bergbaukongresses für Interaktion mit der Ukraine
- 1999 – wohnhaft in der Ukraine, Erwerb der ukrainischen Staatsangehörigkeit 2004

## Ukraine
Salamatin wurde zweimal als Volksabgeordneter für die Partei der Regionen gewählt (2006 – 2010), Stellvertretung des Leiters des parlamentarischen Ausschusses für Wissenschaft und Bildung, Mitglied des Budgetkomitees.
- 2010 – Hauptgeschäftsführer der staatlichen Gesellschaft für Export und Import der Produktion und Dienstleistungen im Militärsektor „Ukrspezexport“
- 2011 – Hauptgeschäftsführer des staatlichen Konzerns „Ukroboronprom“
- 8. Februar 2012 – 24. Dezember 2012 Verteidigungsminister der Ukraine[3]
- 25. Dezember 2012 – 2014 Präsidentenberater

### Ukrainische Verteidigungsindustrie
Aufgrund der bisherigen russischen Staatsbürgerschaft (bis 2004), wurde seine Tätigkeit als Leiter der Verteidigungsindustrie der Ukraine und als Verteidigungsminister der Ukraine ständig durch politische Opponenten und diverse Wirtschafts-Gruppen stark kritisiert, welche die Fähigkeit der Ukraine einige für das Land bedeutende vertragliche Vereinbarungen zu erfüllen, anzweifelten. Wie z. B. Lieferung der ukrainischen Militärtechnik für das irakische Verteidigungsministerium oder Lieferungen für die königliche Armee von Thailand. Abgesehen davon erhöhte sich der Gewinn für Export der Produktion der „Ukrspezexport“ und deren Tochterbetriebe um 27 % und überstieg zum ersten Mal in der Geschichte des Betriebes 1 Mlrd $. 2012 als D. Salamatin als Verteidigungsminister tätig war, wurde dieses Ergebnis erneut erreicht.
In dieser Zeit baute die Ukraine eine strategische Partnerschaft mit dem Königreich Thailand auf. Dorthin wurden ukrainische BTR-3 importiert. Zusätzlich wurden die neuesten Panzer T-84-Oplot für Bangkok bestellt. Gesamtvertragswert – 500 000 $.
2011 wurde von D. Salamatin, damals Leiter der „Ukroboronprom“, eine Reform der gesamten Verteidigungsindustrie der Ukraine durchgeführt. Schuldenentlastung gab neue Impulse für die Entwicklung, dabei fingen zahlreiche Betriebe mit der Schuldentilgung der Löhne an. Zum ersten Mal wurden die exportierenden Betriebe mit dem staatlichen Konzern und der Industrie vereint. Als Ergebnis verdoppelte sich die Anzahl der Flugmaschinen der Luftwaffe der Ukraine bereits in dem Jahr 2012. Fast alle Schiffe und Boote der ukrainischen Marine wurden überholt, es begann die Ausrüstung der Truppen mit den neuesten Navigations- und Kommunikationsmitteln, mit dem neuen Faltschirmsystem usw.

### Verteidigungsministerium der Ukraine
Bei den ukrainischen Streitkräften wurde die Einführung der Konzeption der Umorientierung auf die NATO-Standards bis 2014 eingeführt, das Erlernen der englischen Sprache wurde eingeführt. Im Dezember 2012 verfügten die Luftstreitkräfte zum ersten Mal seit Jahren über eine vollständige Einsatzstaffel.
Aufgrund des Konfliktes mit Präsident Wiktor Janukowytsch und dessen Vertrauenspersonen, der sich 2012 entwickelte, kam es im Dezember 2012 zur Demission.

## Familie
Sein Vater Albert Salamatin (* 1941) war zwischen 1992 und 1994 Minister für Industrie und Gewerbe der Republik Kasachstan. Er ist geschieden und Vater von drei Söhnen.